# Rettungsdienstmanagement
Der Begriff Rettungsdienstmanagement wird heute zum Teil für Führungs- und Leitungsaufgaben im Rettungsdienst verwendet. Dabei wird nicht mehr zwischen einer administrativen und operativen bzw. geschäftsführenden und operativen Leitung unterschieden und ersetzt damit zum Teil bzw. mancherorts den Begriff der Rettungsdienstleitung.

## Studiengänge

### Rescue Management
Rescue Management ist ein Teilzeit-Bachelor-Studiengang der Medical School Hamburg. Der Studiengang geht über 9 Semester, in denen ein Praxissemester enthalten ist. Ziel des Bachelorstudienganges ist eine Qualifizierung für Führungsaufgaben im mittleren bis höheren Management im Rettungsdienst, bei Feuerwehren, Kostenträgern oder Aufsichtsbehörden. Es soll sich deutlich von dem hauptsächlich ingenieurwissenschaftlichen Studiengang Rescue-Engineering wie auch von Studienangeboten mit hauptsächlich medizinischen Inhalten abheben. Besonders viel Wert wird in diesem Studiengang auf die Zusammenarbeit zwischen verschiedenen Professionen im Gesundheitsbereich gelegt.
Zulassungsvoraussetzung ist eine abgeschlossene Ausbildung zum Rettungsassistenten oder Notfallsanitäter.

### Rettungsdienstmanagement
Rettungsdienstmanagement (Emergency Health Services Management) ist ein postgradualer Master-Studiengang der Donau-Universität Krems mit dem Ziel, die Studenten mit wissenschaftlich fundierten und spezialisierten Fertigkeiten auszustatten. Der Schwerpunkt liegt in der Auseinandersetzung mit den neuesten Forschungsergebnissen zu den Themen Rettungsdienst, Einsatzleitung vor Ort und der dafür erforderlichen Managementkompetenz. Im Gegensatz zu dem ingenieurwissenschaftlichen Studiengang Rescue Engineering liegt der Schwerpunkt auf Management und Logistik.

#### Zielgruppe
- Rettungsfachpersonal, das eine Führungsposition anstrebt
- Rettungsfachpersonal in mittleren und gehobenen Führungspositionen
- Leiter von Rettungswachen, Rettungsdienstleiter
- Geschäftsführer in Hilfsorganisationen
- ärztliche Leiter von Rettungsdiensten

#### Inhalt
Das Curriculum beinhaltet folgende Lehrinhalte:
- Prozessorientiertes Qualitätsmanagement einschließlich Marktanalyse und strategische Planung, Qualitätsmanagement, EDV-unterstütztes Prozessmanagement, Indikatoren zur Prozesslenkung, Datenmanagement, Mitarbeiterführung durch Coaching
- Rechtsgrundlagen des Rettungswesens, d. h. rechtliche Kompetenzverteilung im Rettungswesen, Rettungsdienstgesetze, CEN-Normen, Medizinproduktegesetz.
- Organisation der Einsatzleitung vor Ort mit mehreren Verletzten sowie Großschadenslagen.
- Beschaffungs- und Wartungsmanagement, Flottenmanagement und proaktive Fahrzeugwartung, Mitarbeiterführung im betrieblichen Alltag, Grundlagen des Critical-Incident-Stress-Managements für Führungskräfte.
- Kosten- und Leistungsrechnung im Rettungsdienst, Kostenkalkulation, Gewinn- und Verlustrechnung, Bilanzierung, Grundlagen ordnungsgemäßer Buchführung, Rechnungswesen.
- Strukturformen von Rettungssystemen, Bedarfsanalyse und Bedarfsberechnung, dynamische Fahrzeugvorhaltung und Disposition, Dienstplangestaltung, praktische Systemsimulation.
- Leitstellentechnik, Einsatzleitsysteme, geografische Informationssysteme, Qualitätsmanagement von Notrufabfrage und Anruferberatung, Disposition und Einsatztaktik.
- Persönliche Ressourcenförderung von Arbeitstechnik und Zeitmanagement, Verhandlungstechnik, Moderationstechnik, Konfliktmanagement.
- Grundlagen wissenschaftlichen Arbeitens, Methoden der empirischen Sozialforschung, wissenschaftliches Arbeiten, Biostatistik.

#### Tätigkeit
Die Absolventen können entsprechend der Zielgruppe in Führungs- und Leitungspositionen im Rettungsdienst, als Leiter von Leitstellen, aber auch im Bereich der Aufsichtsbehörden tätig sein. Denkbar ist jedoch auch der Einsatz im Rahmen von Gutachter- und Sachverständigentätigkeiten.

#### Abschluss
Master of Science in Einrichtungen des Gesundheitswesen, Vertiefung Emergency Health Services Management

### European NGO Management
Der Studiengang wurde von der FH Kufstein Tirol als einzigartig angeboten und richtet sich an Führungskräfte von Nichtregierungsorganisationen und Non-Profit-Organisationen. Auch dieser Studiengang ist postgradual. Die Studiendauer beträgt 4 Semester.
Zielsetzung des Master-Lehrgangs „European NGO Management“ ist es daher, Funktionsträgern mit Führungskompetenz in NGOs eine fundierte Wirtschafts- und Managementausbildung zu vermitteln, die spezifisch auf die Bedürfnisse der NGOs abgestimmt ist.
Der Studiengang wird seit 2010 nicht mehr angeboten.

#### Inhalt
- spezifisches Fachstudium: Management, volks- und betriebswirtschaftliche Schwerpunkte
- spezifisches Fachstudium: Besonderheiten von NGOs, Europäische Aspekte von NGOs
- Recht im Unternehmen, Recht in NGOs
- Sozial-/Methodenkompetenz, Führungsqualifikation
- Wahlfächer zur Verstärkung der Individualkompetenz, z. B. Internationales Rettungsdienstmanagement und Disastermanagement

#### Abschluss
Master of Science in European NGO Management (MSc.)

## Berufliche Weiterbildungen
Neben hochschulischen Studiengängen existieren zahlreiche berufliche Weiterbildungen im Bereich Rettungsdienstmanagement.